# Pamela C. Rasmussen
Pamela Cecile Rasmussen, född 16 oktober 1959, är en framstående amerikansk ornitolog och expert på asiatiska fåglar. Tidigare var hon forskningsassistent på Smithsonian Institution i Washington, DC, och är idag verksam på Michigan State University. Hon samarbetar med flera andra stora forskningscentra i USA och Storbritannien.
Rasmussens tidiga forskning fokuserade på sydamerikanska sjöfåglar och fossila fåglar från Nordamerika. Hon specialiserade sig senare på asiatiska fåglar, och beskrev där flera nya arter och förtydligade andras status, särskilt inom glasögonfåglar och ugglor. Mer nyligen har hon varit involverad i storskaliga samarbeten som studerar globala mönster inom biologisk mångfald och har bedömt de sydasiatiska gamarnas taxonomiska status.
Hon var huvudförfattare till Birds of South Asia: The Ripley Guide, en milstolpe på grund av att den täcker ett så stort geografiska område och så många arter, jämfört med sina föregångare. Som en följd av hennes studier av skinnlagda fåglar på olika museum, i samband med förarbetet inför boken, var hon del i avslöjandet av den omfattande stöld från museer som begåtts av den framstående brittiska ornitologen Richard Meinertzhagen och all den förfalskade dokumentation som han lämnat efter sig.

## Uppväxt och karriär
Rasmussen är dotter till Helen Rasmussen, en sjundedagsadventist, vars man, doktor Chester Murray Rasmussen, lämnade familjen när Pamela och hennes systrar var små. Hennes intresse för fåglar väcktes när modern gav henne barnutgåvan av Oliver Austins Birds of the World.
Hon tog sin Master of science 1983 vid Walla Walla University, ett adventistanslutet universitet i sydöstra Washington, och sin filosofie doktor 1990, vid University of Kansas där hon studerade fågelsläktet Leucocarbo. Det var först här som hon började studera evolutionsteori, eftersom detta inte lärts ut på hennes tidigare lärosäten.
Rasmussen är en assisterande professor i zoologi och assisterande museiintendent för mammalogi och ornitologi vid Michigan State University, och har tidigare varit forskningskollega med den amerikanska ornitologen Sidney Dillon ripley vid Smithsonian Institution i Washington, DC. Hon är medlem i American Ornithologists' Unions kommitté för klassificering och nomenklatur, samarbetspartner med fågelgruppen vid zoologisektion på brittiska Natural History Museum i Tring och medredaktör för British Ornithologists Unions tidskrift The Ibis. Pamela Rasmussen är gift med Dr Michael D. Gottfried, intendent för paleontologi, professor i geologi och chef för Center for Integrative Studies in General Science på The Science and Culture Museum vid Michigan State University.

### Forskning

#### Sydamerikanska havsfåglar
Rasmussens tidiga forskning var i stor utsträckning inriktat på studier av systematik, ekologi och beteende hos havsfåglar i Patagonien, och då särskilt skarvar. Hon studerade dräktvariationer hos juveniler av kejsarskarv, vårtskarv och rödfotad skarv, och fastslog, utifrån dräkt- och beteendemönster, släktskap mellan kejsarskarv och vårtskarv. Hon studerade också fiskeaktiviteten hos amazonskarv.

#### Asiatiska fåglar

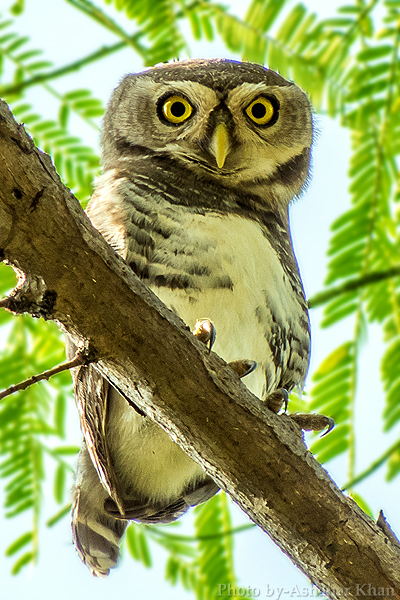
Blewitts uggla vid Melghat Tiger reservatet i Indien. Rasmussen ingick i den grupp med amerikanska ornitologer som återupptäckte arten 1997, efter att den inte observerats på 113 år.

Rasmussen beskrev fyra nya asiatiska fågelarter utifrån studier av skinnlagda museipecimen: nikobardvärguv (Otus alius) 1998, sangihedvärguv (Otus collari) tillsammans med Frank R. Lambert 1998,, cinnoberspökuggla (Ninox ios) 1999, en art endemisk för Sulawesi, och taiwansmygsångare (Bradypterus alishanensis) år 2000, tillsammans med ytterligare tre forskare. 1997 var hon med och återupptäckte Blewitts uggla (Athene blewitti) i västra Indien, en art som inte observerats sedan 1884, och som tidigare, utan resultat, eftersökts av S. Dillon Ripley, Salim Ali och flera andra utifrån den förfalskade dokumentation som Richard Meinertzhagen lämnat efter sig om arten. I november 1997 tillbringade Rasmussen och Ben King från American Museum of Natural History tio dagar, utan framgång, med att söka av två områden i östra Indien innan de körde västerut till ett område där ett annat gammalt specimen härstammade ifrån. Där fick King syn på en liten, kraftig uggla med korta, kraftigt vita fjäderklädda ben med stora klor. Medan ugglan filmades och fotograferades konstaterade Rasmussen att det rörde sig om målarten.
Tillsammans med sina kollegor klargjorde hon taxonomin för de indonesiska glasögonfåglarna, och fastställde statusen för sangiheglasögonfågel (Zosterops nehrkorni) och seramglasögonfågel (Zosterops stalkeri) och bekräftade identiteten på ceylondvärguven (Otus thilohoffmanni) 2004, som ursprungligen upptäcktes på Sri Lanka av den lokala ornitologen Deepal Warakagoda.

Togianglasögonfågel identifierades som en ny art av Rasmussen och hennes kollegor 2008.

Kejsarfasanen är en ovanlig fågel som förekommer i skogar i Vietnam och Laos. Rasmussen och hennes medarbetare använde morfologi, hybridexperiment och DNA-analys för att visa att denna fasan, förut kategoriserad som akut hotad, egentligen är en naturligt förekommande hybrid mellan vietnamfasan och underarten annamensis av silverfasan.
2008 återvände hon till studier av glasögonfåglar i en studie där hon beskrev togianglasögonfågel (Zosterops somadikartai), en endemisk art som bara förekommer på Togianöarna i Indonesien som, till skillnad från övriga arter inom gruppen, saknar vit ring runt ögat vilket ger fågelgruppen sitt namn. Rasmussen konstaterade att arten inte bara är distinkt vad gäller sitt utseende, utan att detta även gäller dess sång som har högre frekvens och är mindre varierad, än sången hos närbesläktade arter.
Pamela Rasmussens intresse för asiatiska fåglar ledde hennes också till att engagera sig i mer specifika bevarandeinriktade projekt. Två arter av Gamla världens gamar inom släktet Gyps, nämligen bengalgam och indisk gam led av en populationsminskning på 99 procent i södra Asien på grund av förgiftning med diklofenak, en veterinärmedicin som orsakar njursvikt hos fåglar som ätit kadaver av behandlade nötkreatur. Rasmussen visade att det dåvarande taxonet av indisk gam bestod av två distinkta arter G. indicus och G. tenuirostris, där den senare fick namnet smalnäbbad gam. Detta var viktig information för att kunna skydda fåglarna, eftersom ett uppfödnings- och utsättningsprogram upprättades för att hjälpa till med återhämtningen av de hotade arterna.

#### Biologisk mångfald

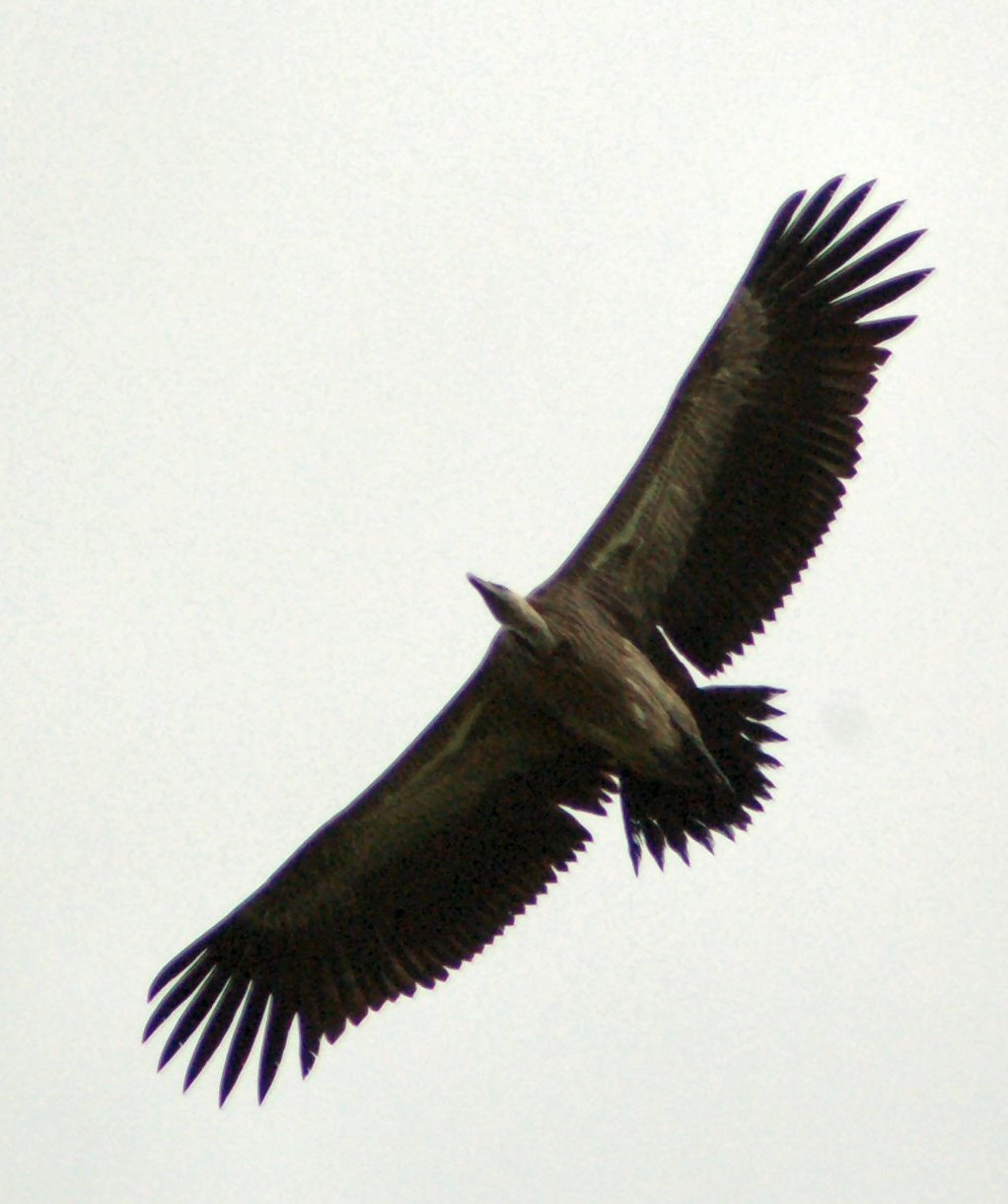
Indisk gam, en hotad art, nyligen uppdelad i två arter som resultat av Rasmussens studier om släktet Gyps.

Rasmussen var år 2005 del av ett stort internationellt samarbete som studerade så kallade "hotspots" för biologisk mångfald, vilka har en framträdande roll inom miljövård och bevarandestrategier. Den kvantitativa studien bedömde platser utifrån tre kriterier vad gäller fåglars mångfald - artrikedom, hotnivå och antalet endemer. Studien visade att hotspots inte uppvisar samma geografiska fördelning vad gäller de tre faktorerna. I bara 2,5% av hotspotområdena är alla tre kriterier framträdande, medan över 80% av hotspots bara uppvisade ett kriterium. Varje kriterium förklarade mindre än 24% av variationen i de andra faktorerna, vilket tyder på att även inom en enda taxonomisk klass är olika mekanismer orsak för uppkomst och upprätthållande av olika aspekter av mångfald. Följaktligen varierar de olika typerna av hotspots också mycket i hur väl de kan användas som bevarandeverktyg för att upprätthålla biologisk mångfald.
Rasmussens senaste arbete har koncentrerat sig på ytterligare storskaliga samarbeten med samma grupp institutioner som studerar globala mönster vad gäller biologisk mångfald. En undersökning kring förhållandet mellan artrikedom och storlek på utbredningsområde visade inte på minskade utbredningsområden från de tempererade områdena till tropikerna som tidigare antagits. även om mönstret i stort stämmer på norra halvklotet, så är det inte applicerbart på södra. Forskning kring förhållandet mellan utrotning och mänsklig påverkan visade att, efter kontroll av artrikedom så är de bästa indikatorerna för att studera mönster av utrotningsrisker på ett globalt plan att mäta mänsklig inverkan, och att ekologiska faktorer är av sekundär betydelse. En undersökning över fördelningen av sällsynta och hotade ryggradsdjur visade på olika mönster för fåglar, däggdjur och amfibier, vilket har konsekvenser för hotspotbaserade bevarandestrategier.
Andra studier av Rasmussen och hennes internationella kollegor tittar på vikten av tillgång till näringsämnen, och en studie från 2007 visade att globala mönster vad gäller omsättning av biomassa i huvudsak drivs av arter med stora utbredningsområden, snarare än av arter med mindre utbredningsområden. Detta kompletterar andra studier och bidrar till att skapa en enhetlig modell för hur markbunden biologisk mångfald varierar både inom och mellan jordens stora landmassor.

#### Zooarkeologi
I en fossilfyndighet som uppdagades vid ett motorvägsbygge i närheten av Cheswold, Delaware återfanns 11 fossila specimen av delvis eller ej beskrivna fågelarter. Dessa identifierades av Rasmussen som en liten lom, en liten trutlik art och fem specimen av suleliknande havsfåglar, förmodligen Morus loxostylus, en vanlig art under miocen. Alla dessa former var kända från en fyndighet i Chesapeake Bay, Maryland och indikerar att platsen i Delaware var ett strandnära område av en stor bukt vid tiden då fåglarna avled.
Rasmussen var också delaktig i en granskning av fossila fåglar från en fyndighet som härstammade från miocen och pliocen i North Carolina. Fynden omfattade en lom (Colymboides minutus) från tidig miocen, flera änder, en tärna som påminner om dagens kungstärna, och en art som tillhör kråkfåglarna inom släktet Corvus, en av få kända fossiler av en tätting från denna period. Genomgången visade att fossila fåglar från perioden i allmänhet liknar en modern art eller släkte, och de som inte gör det kan ofta placeras i en modern familj med en rimlig grad av sannolikhet.

### Birds of South Asia
1992 blev Rasmussen assistant åt S. Dillon Ripley, den före detta sekreteraren vid Smithsonian, som planerade att färdigställa den definitiva guiden över södra Asiens fåglar. Han blev dock ganska snart sjuk varför Rasmussen tog över projektet, och tillsammans med konstnären John C. Anderton, producerades Birds of South Asia: The Ripley Guide, en två volymer stor fågelbok för den indiska subkontinenten vilket är den första fältguiden för området som även omfattar sonogram. Volym ett omfattar fältguiden med 180 färgplanscher med över 3400 illustrationer, samt 1450 utbredningskartor. Volym två omfattar taxonomi, morfologi, status, habitat och utförliga beskrivningar över läten. Lätena beskrivs utifrån inspelningar och boken omfattar mer än 1000 sonogram.
Verket omfattar 1508 arter som har observerats i Indien, Bangladesh, Pakistan, Nepal, Bhutan, Maldiverna, Chagosöarna och Afghanistan, inklusive 85 hypotetiska och 67 "möjliga" arter, vilka enbart beskrivs kortfattat. Viktiga aspekter av Birds of South Asia är att utbredningsområden bygger på säkerställd data som nästan helt baseras på specimen från museu - och dess taxonomiska förhållningssätt, vilket gör att den har med ett stort antal nya arter, på grund av splittar. Verkets geografiska område är också större än dess föregångare, i synnerhet med införandet av Afghanistan.

### Meinertzhagen-bedrägeriet
Rasmussen avslöjade den faktiska omfattningen av de stora bedrägerier som begåtts av den framstående brittiska soldaten, ornitologen och experten på fågellöss, överste Richard Meinertzhagen. Meinertzhagen, som dog 1967, var författare till många taxonomier och andra verk över fåglar, och hade en stor samling av fågel- och fågellösspecimen. Han ansågs vara en av Storbritanniens största ornitologer. Den brittiska ornitologen Alan Knox hade emellertid analyserat Meinertzhagens fågelsamling vid Walter Rothschild Zoological Museum i Tring, Storbritannien i början av 1990-talet och avslöjat ett betydande bedrägeri, vilket omfattade stöld av museispecimen och förfalskning av medföljande dokumentation.
I sitt arbete inför Birds of South Asia undersökte Rasmussen tiotusentals fågelspecimen, eftersom S. Dillon Ripley framhållit nyttan med att använda specimen för att avgöra vilka fåglar som skulle inkluderas i verket. Tillsammans med Robert Prys-Jones vid Natural History Museum i London visade hon att Meinertzhagens bedrägeri var mycket mer omfattande än man tidigare hade trott. Många av de 20 000 fåglarna i hans samling hade fått ny märkning vad gällde platsen för var de hade insamlats, och ibland även ommonterats.
Meinertzhargen hade förbjudits att vistas i Natural History Museums fågelsalar i 18 månader efter att otillbörligt ha flyttat specimen, och misstankar om att han stal specimen och biblioteksmaterial dokumenterades av personalen i över 30 års tid, vilket två gånger var nära att leda till åtal.
Falska dokument som Rasmussen och Prys-Jones fann inkluderade bland annat svartnäbbad sabeltimalia på för hög höjd, kashmirflugsnappare utanför utbredningsområdet och vinterfynd i Himalaya av rostflugsnappare och bergflugsnappare. Dock är vissa fynd korrekta, som afghansnöfink (Montifringilla theresae) , en art som Meinertzhagen beskrev.